# Pirimidina
La pirimidina, o 1,3-diazina (nome sistematico 1,3-diazabenzene), è un composto organico eterociclico aromatico che è isoelettronico con il benzene e la piridina. La molecola è costituita da un anello benzenico in cui due atomi di carbonio in posizione 1,3 sono rimpiazzati da due atomi di azoto e la sua formula molecolare è quindi C4H4N2.
Con il nome di "pirimidine" si indicano i suoi derivati. La pirimidina è uno dei tre isomeri delle diazine (diazabenzeni): queste differiscono per la posizione reciproca dei due atomi di azoto nell'anello a sei membri e comprendono, oltre alle pirimidine, le piridazine (atomi N in 1,2) e le pirazine (atomi N in 1,4).

## Proprietà
La pirimidina, come le altre diazine, è un composto endotermico, ΔHƒ° = +143,2 ± 1,8 kJ/mol, un valore intermedio tra le altre due: pirazina, +139,8 ± 1,2 kJ/mol, piridazina, +224,9 ± 0,92 kJ/mol.
A temperatura ambiente, sopra il suo punto di fusione di 19-22 °C, la pirimidina è un liquido incolore, infiammabile, igroscopico, dall'odore acre che ricorda in parte quello della piridina. È molto solubile in acqua e in alcool, etere e nei solventi organici in genere.
La pirimidina ha sei elettroni π nell'anello e rispetta quindi la regola di Hückel per l'aromaticità. In accordo a studi quantomeccanici sull'aromaticità delle diazine risulta che la pirimidina è aromatica ed ha il più alto indice HOMA di aromaticità tra le altre due.
Su entrambi gli atomi di azoto nella molecola è presente un doppietto libero di elettroni. Questo rende la pirazina basica, sia nel senso di Brønsted, potendo reagire con acidi formando facilmente sali del suo acido coniugato (sali di pirimidinio), ma anche nel senso di Lewis, potendo agire da ligando nei confronti di cationi metallici, formando con essi dei complessi. Per lo stesso motivo la molecola può accettare fino a due legami idrogeno da solventi protici e ciò rende conto della sua notevole solubilità in acqua.
A causa della concorrenza dei due atomi di azoto per gli elettroni disponibili (entrambi esercitano effetto induttivo -I), la pirimidina ha una basicità inferiore alla piridina (valori di pKa degli acidi coniugati: piridina: 5,23, pirimidina: 1,3) ed ha basicità intermedia tra le diazine (pirazina, 0,65; piridazina, 2,24).

## Basi azotate derivate
Tre basi azotate presenti negli acidi nucleici, chiamate citosina, timina ed uracile, sono derivati della pirimidina. Le molecole appartenenti a questa classe vengono chiamate pirimidine.
| Struttura chimica della timina | Struttura chimica dell'uracile | Struttura chimica della citosina |
| Timina                         | Uracile                        | Citosina                         |

Nel DNA e nell'RNA queste basi formano legami a idrogeno con le loro purine complementari.
Nel DNA la citosina interagisce con la guanina e la timina con l'adenina. Nell'RNA la base complementare di A è U (uracile) invece di T.
Questa modalità di legame idrogeno è per il classico appaiamento delle basi proposto da Watson e Crick, ma sia nel DNA che nell'RNA sono presenti altri tipi di legame idrogeno, anche se il gruppo addizionale 2'-idrossile dell'RNA espande le configurazioni attraverso le quali l'RNA può formare legami idrogeno.

### Biosinteside novodelle pirimidine
Diversamente dalle purine, le pirimidine vengono assemblate prima di essere legate al 5-fosforibosil-1-pirofosfato. La prima fase comincia con la formazione di carbamoil fosfato da parte della carbamoil fosfato sintetasi II.
Il secondo passo è la creazione di acido carbamoil aspartico, formato dalla transcarbamoilasi aspartica (aspartato carbamoil transferasi). La successiva reazione comprende la disidratazione dell'acido catalizzata dall'enzima diidroorotasi per formare idroorotato.
Il diidroorotato entra poi nei mitocondri dove viene ossidato per formare orotato. Questa è l'unica fase mitocondriale. L'enzima coinvolto è la diidrotato deidrogenasi (l'unico enzima mitocondriale). Una volta che l'orotato si è formato, esso è combinato con il 5-fosforibosil-1-pirofosfato per formare orotidina 5' monofosfato, che viene decarbossilata in una reazione catalizzata dalla orotidina monofosfato decarbossilasi per formare Uridina 5' monofosfato. L'uridina monofosfato è poi convertita in uridina difosfato, in una reazione catalizzata dal nucleotide difosfochinasi. Quest'ultima reazione può portare alla formazione di citidina 5' trifosfato.

### Catabolismo delle pirimidine
Le pirimidine vengono degradate (catabolizzate)nel caso dell'uracile in CO2, H2O e β-alanina, la citosina viene trasformata in uracile . La timina è degradata in CO2, H2O e β-aminoisobutirrato, a sua volta degradato in altri prodotti intermedi nel ciclo dell'acido citrico. Il β-aminoisobutirrato agisce come un indicatore approssimativo del tasso di rotazione del DNA.